# Рубан, Анна Ефимовна
Анна Ефимовна Рубан (26 января 1942 года, хутор Калиново, Воронежская область) — передовик сельскохозяйственного производства, доярка. Полный кавалер Ордена Трудовой Славы.
Родилась 26 января 1942 года в крестьянской семье на хуторе Калиново Кантемировского района Воронежской области. Окончив неполную среднюю школу, начала свою трудовую деятельность в колхозе «Дружба» Кантемировского района, в котором проработала до выхода на пенсию в 1997 году.
Проживает в селе Касьяновка Журавского сельского поселения Кантемировского района Воронежской области.

## Награды
- Орден Трудовой Славы (III степени — 1975, II степени — 1976, I степени — 1986).
- Медаль «В ознаменование 100-летия со дня рождения Владимира Ильича Ленина»
- Почётный гражданин Кантемировского района.